# 立和村
立和村（たつわむら）は、愛知県海西郡にかつてあった村である。
現在の愛西市の南部（旧・立田村南部）、立田町・三和町・福原新田町に該当する。村名は、前身の村名を合成した合成地名である。
木曽三川分流工事により、村域の約三分の一は木曽川の新河道となっている。また、一部（福原新田）は元三重県であり、現在も三重県と地続きである。

## 歴史
- 1878年（明治11年） -
  - 又右衛門新田、船頭平村、松田村、富安村、鯉ヶ平村、小家村、下立田村、上立田村、和田村が合併し、立田村となる。
  - 田尻村、北条村、外大成村、内大成村が合併し、三ツ和村となる。
- 1880年（明治13年）5月10日 - 三重県桑名郡の福原新田を愛知県海西郡が編入する。
- 1889年（明治22年）10月1日 - 立田村、三ツ和村、福原新田村が合併。立和村が発足。
- 1906年（明治39年）7月1日 - 早尾村、五会村、川治村、六ツ和村の一部と合併し、立田村発足。同日立和村は廃止。